# John Lynch
John H. Lynch (nascido em 25 de novembro de 1952) é um político dos Estados Unidos, que serviu como o 80º governador de Nova Hampshire de 2005 a 2013. Lynch foi eleito pela primeira vez em 2004 e foi re-eleito a cada dois anos desde então.

## Vida pessoal e carreira
Lynch nasceu em Waltham, Massachusetts, sendo o quinto filho de William e Margaret Lynch num total de seis filhos. Ele estudou em escolas locais antes de entrar na Universidade de New Hampshire em 1974, um MBA da Harvard Business School, e um Juris Doctor de Georgetown University Law Center.
Antes de sua eleição, a carreira de Lynch foi comoçou como Diretor de Admissões na Harvard Business School, CEO da Knoll Inc., um fabricante de móveis nacionais, e presidente do Grupo Lynch, uma empresa de consultoria de negócios em Manchester, Nova Hampshire . Lynch estava servindo como presidente do Sistema da Universidade de New Hampshire, quando ele anunciou que iria concorrer a governador.
Como CEO da Knoll Inc., ele transformou os 50 milhões de perdas que a empresa tinha em um ano em um lucro de quase 240 milhões. Sob sua liderança, a Knoll criou novos postos de trabalho, deu bônus anuais, estabeleceu um programa de bolsas para os filhos de funcionários, criou planos de aposentadoria.
Susan Lynch é uma pediatra no Hospital Concord e uma ativista sobre a obesidade infantil, o casal vive em Hopkinton, Nova Hampshire. Julia estuda na Dartmouth College em Nova Hampshire. Hayden estuda atualmente na Brooks Escola em North Andover, Massachusetts.

## Governador
Membro do Partido Democrata foi eleito o 80º governador de Nova Hampshire em 2004, derrotando o governador republicano Craig Benson por uma margem estreita. Lynch foi o primeiro a derrotar um governador titular no Estado em 78 anos. Ele foi empossado em 6 de janeiro de 2005.
Lynch foi re-eleito para um segundo mandato de dois anos por uma margem de 74-26 sobre o republicano Jim Coburn. Lynch teve aa maior margem de vitória de sempre em uma eleição para governador de Nova Hampshire.
Lynch foi reeleito para seu terceiro mandato em 2008 por 70-28 sobre o senador estadual republicano Joe Kenney.
Lynch foi re-eleito para seu quarto mandato em 2 novembro de 2010. De acordo com o Concord Monitor "Quando ele começa seu mandato de dois quarto ano em janeiro, Lynch vai se tornar governador com mais tempo de mandato no Estado em quase dois séculos. John Taylor Gilman foi o último governador a servir mais de seis anos, servindo 14 termos anos como governador entre 1794 e 1816 (O Estado mudou para mandatos de dois anos em 1877)."

### Índice de aprovação
Em uma pesquisa da Survey USA Governor's Ratings divulgada em 20 de dezembro de 2005, Lynch foi classificado como o mais popular de todos os governadores democratas, com 69 por cento de aprovação contra 21 por cento desaprovação. A partir de fevereiro de 2008, ele tinha uma taxa de aprovação de 73 por cento, uma das classificações mais elevadas desse tipo no país. A partir de 20 de junho de 2008 sua taxa de aprovação foi de 57 por cento como bom ou excelente e 11 por cento ruim.
Depois de sua bem sucedida a reeleição em 2006, sua taxa de aprovação subiu para 79 por cento em novembro e seu índice de desaprovação caiu para 17 por cento. Isso fez dele o segundo governador mais popular do país atrás de John Hoeven. A última pesquisa divulgada 23 abril de 2009 pela Universidade de Nova Hampshire mostrava 70 por cento dos adultos de Nova Hampshire aprovavam Lynch como governador.
Em abril de 2010 a aprovação de Lynch era de 59%.

### Trabalho como governador
Como governador, Lynch se recusou a promulgar uma venda ou Imposto de Renda para New Hampshire, a despeito do fato de que tais impostos teve o apoio da maioria democrata na casa. Ele aumentou o fundo do estado em caso de desastres em um nível recorde. Quando a crise econômica nacional atingiu Nova Hampshire, Lynch cortou gastos, preservando os serviços essenciais. Em 2008, ganhou o "Prêmio Estadual mais habitáveis" pelo quinto ano consecutivo.
Em seu segundo mandato, Lynch fez esforços para ajudar empresas de pequeno porte a pagar um seguro de saúde para seus trabalhadores; para participar de um esforço regional para combater o aquecimento global; para ajudar as pessoas mais jovens a se formarem no ensino médio, e para construir a economia de Nova Hampshire. De acordo com Lynch, Nova Hampshire ofereceu um crédito de imposto de pesquisa e desenvolvimento para incentivar as empresas a inovar; um novo crédito fiscal focado em trazer empregos para o Estado, e um fundo de formação profissional para ajudar os trabalhadores e as empresas a competirem globalmente. Lynch está atualmente trabalhando para trazer a Nova Hampshire novas energias renováveis.
Lynch tem trabalhado com o Procurador-Geral, chefes de polícia de toda a New Hampshire e legisladores para passar criminoso sexual leis; aumentou a polícia estadual, e aumentou o número de procuradores da República. Nova Hampshire foi avaliado como o "Estado mais seguro" na Nação em 2008 e 2009. Nova Hampshire tem novamente a taxa dos mais baixos e as taxas de homicídio de segundo mais baixo para o assalto, de acordo com CQ Press. Lynch emitiu a seguinte declaração após o anúncio do prêmio em 2009:
Estou orgulhoso de estar trabalhando juntos podemos continuar a manter o Estado mais seguro da nação. Nossa baixa taxa de criminalidade tem sido uma parte do que torna este lugar um tão grande para viver e trabalhar, e é importante que nós trabalhamos para manter a nossa qualidade de vida. Com este reconhecimento, devemos ter tempo para agradecer aos policiais homens e mulheres que trabalham duro diariamente para ajudar a nos manter seguros.
Em abril de 2006, Lynch foi premiado com o Prêmio de Excelência pela Cruz Vermelha Americana, principalmente devido à sua liderança durante a inundações de 2005.
Em 3 de junho de 2009, Lynch assinou a lei sobre a regulamentação de pessoas do mesmo sexo , apesar de ser pessoalmente contra o casamento gay, tornando Nova Hampshire o quinto estado dos EUA a permitir tais uniões.

### Organizações
Como governador, Lynch é um membro da Associação Nacional dos Governadores e da Associação dos Governadores Democratas.

## Eleição presidencial de 2008
Lynch, foi um dos oito superdelegados de Nova Hampshire, manteve-se neutro durante as primárias democratas de 2008 para "se concentrar em ser um bom anfitrião", segundo um comunicado do porta-voz Colin Manning. Em um evento em 27 de junho de 2008, em Unity, New Hampshire, Lynch endossou formalmente Barack Obama como candidato a presidente. Sua esposa, Susan, endossou Hillary Clinton durante as primárias de Nova Hampshire e atuou como Co-presidente nacional de "Hillary para Presidente". "Como mãe e como pediatra, eu compartilho o compromisso de Hillary Clinton com crianças e famílias. Enfrentamos grandes desafios, e acredito que Hillary Clinton é o melhor candidato para fazer as mudanças que precisamos", a Dr. Lynch em um comunicado pouco antes de uma aparição com Clinton. Durante a eleição presidencial de 2004, Lynch apoiou o ex-governador de Vermont governador Howard Dean para presidente.

## Histórico eleitoral
| Eleição para governador de Nova Hampshire de 2004 | Eleição para governador de Nova Hampshire de 2004 | Eleição para governador de Nova Hampshire de 2004 | Eleição para governador de Nova Hampshire de 2004 | Eleição para governador de Nova Hampshire de 2004 | Eleição para governador de Nova Hampshire de 2004 | Eleição para governador de Nova Hampshire de 2004 |
| Partido                                           | Partido                                           | Candidato                                         | Votos                                             | %                                                 | ±%                                                |                                                   |
| ------------------------------------------------- | ------------------------------------------------- | ------------------------------------------------- | ------------------------------------------------- | ------------------------------------------------- | ------------------------------------------------- | ------------------------------------------------- |
|                                                   | Democrata                                         | John Lynch                                        | 340.299                                           | 51,07%                                            | +12,87%                                           |                                                   |
|                                                   | Republicano                                       | Craig Benson (incumbente)                         | 325.981                                           | 48,93%                                            | -9,67%                                            |                                                   |

| Eleição para governador de Nova Hampshire de 2006 | Eleição para governador de Nova Hampshire de 2006 | Eleição para governador de Nova Hampshire de 2006 | Eleição para governador de Nova Hampshire de 2006 | Eleição para governador de Nova Hampshire de 2006 | Eleição para governador de Nova Hampshire de 2006 | Eleição para governador de Nova Hampshire de 2006 |
| Partido                                           | Partido                                           | Candidato                                         | Votos                                             | %                                                 | ±%                                                |                                                   |
| ------------------------------------------------- | ------------------------------------------------- | ------------------------------------------------- | ------------------------------------------------- | ------------------------------------------------- | ------------------------------------------------- | ------------------------------------------------- |
|                                                   | Democrata                                         | John Lynch (incumbente)                           | 289.677                                           | 73,5%                                             | +22,5%                                            |                                                   |
|                                                   | Republicano                                       | Jim Coburn                                        | 104.233                                           | 26,5%                                             | -22,7%                                            |                                                   |

| Eleição para governador de Nova Hampshire de 2008 | Eleição para governador de Nova Hampshire de 2008 | Eleição para governador de Nova Hampshire de 2008 | Eleição para governador de Nova Hampshire de 2008 | Eleição para governador de Nova Hampshire de 2008 | Eleição para governador de Nova Hampshire de 2008 | Eleição para governador de Nova Hampshire de 2008 |
| Partido                                           | Partido                                           | Candidato                                         | Votos                                             | %                                                 | ±%                                                |                                                   |
| ------------------------------------------------- | ------------------------------------------------- | ------------------------------------------------- | ------------------------------------------------- | ------------------------------------------------- | ------------------------------------------------- | ------------------------------------------------- |
|                                                   | Democrata                                         | John Lynch (incumbente)                           | 477.254                                           | 69,8%                                             | -3,7%                                             |                                                   |
|                                                   | Republicano                                       | Joseph Kenney                                     | 190.590                                           | 27,9%                                             | +1,4%                                             |                                                   |
|                                                   | Libertário                                        | Susan Newell                                      | 14.987                                            | 2,2%                                              | +2,2%                                             |                                                   |

| Eleição para governador de Nova Hampshire de 2010 | Eleição para governador de Nova Hampshire de 2010 | Eleição para governador de Nova Hampshire de 2010 | Eleição para governador de Nova Hampshire de 2010 | Eleição para governador de Nova Hampshire de 2010 | Eleição para governador de Nova Hampshire de 2010 | Eleição para governador de Nova Hampshire de 2010 |
| Partido                                           | Partido                                           | Candidato                                         | Votos                                             | %                                                 | ±%                                                |                                                   |
| ------------------------------------------------- | ------------------------------------------------- | ------------------------------------------------- | ------------------------------------------------- | ------------------------------------------------- | ------------------------------------------------- | ------------------------------------------------- |
|                                                   | Democrata                                         | John Lynch (incumbente)                           | 240.436                                           | 52,6%                                             | -17,2%                                            |                                                   |
|                                                   | Republicano                                       | John Stephen                                      | 205.626                                           | 45,0%                                             | +17,1%                                            |                                                   |
|                                                   | Libertário                                        | John Babiarz                                      | 10.089                                            | 2,2%                                              | +0,0%                                             |                                                   |